# Francesco Maria Molza
Pour les articles homonymes, voir Molza.
Francesco Maria Molza est un poète latin et italien, né à Modène en 1489, mort en 1544. 

## Œuvres
On a de lui : des Élégies latines pleines de grâce et d’élégance, des Rime, des Capitoli dans le genre de Berni, des Nouvelles imitées de Boccace, etc. Ses Œuvres ont été recueillies et publiées par l’abbé Serassi (Bergame, 1747, 3 vol. in-8°).

## Source
« Francesco Maria Molza », dans Pierre Larousse, Grand dictionnaire universel du XIXe siècle, Paris, Administration du grand dictionnaire universel, 15 vol., 1863-1890 [détail des éditions].